# Heteragrion tiradentense
Heteragrion tiradentense är en trollsländeart som beskrevs av Machado och Bedo 2006. Heteragrion tiradentense ingår i släktet Heteragrion och familjen Megapodagrionidae. Inga underarter finns listade i Catalogue of Life.